# St. Ulrich (Wilchenreuth, evangelisch)

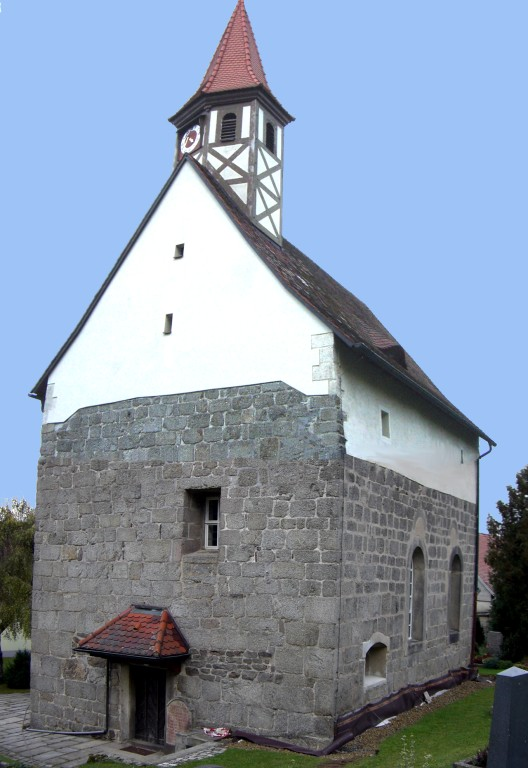
St. Ulrich – Westfassade. Der obere Außeneingang ist in ein Fenster umgewandelt.

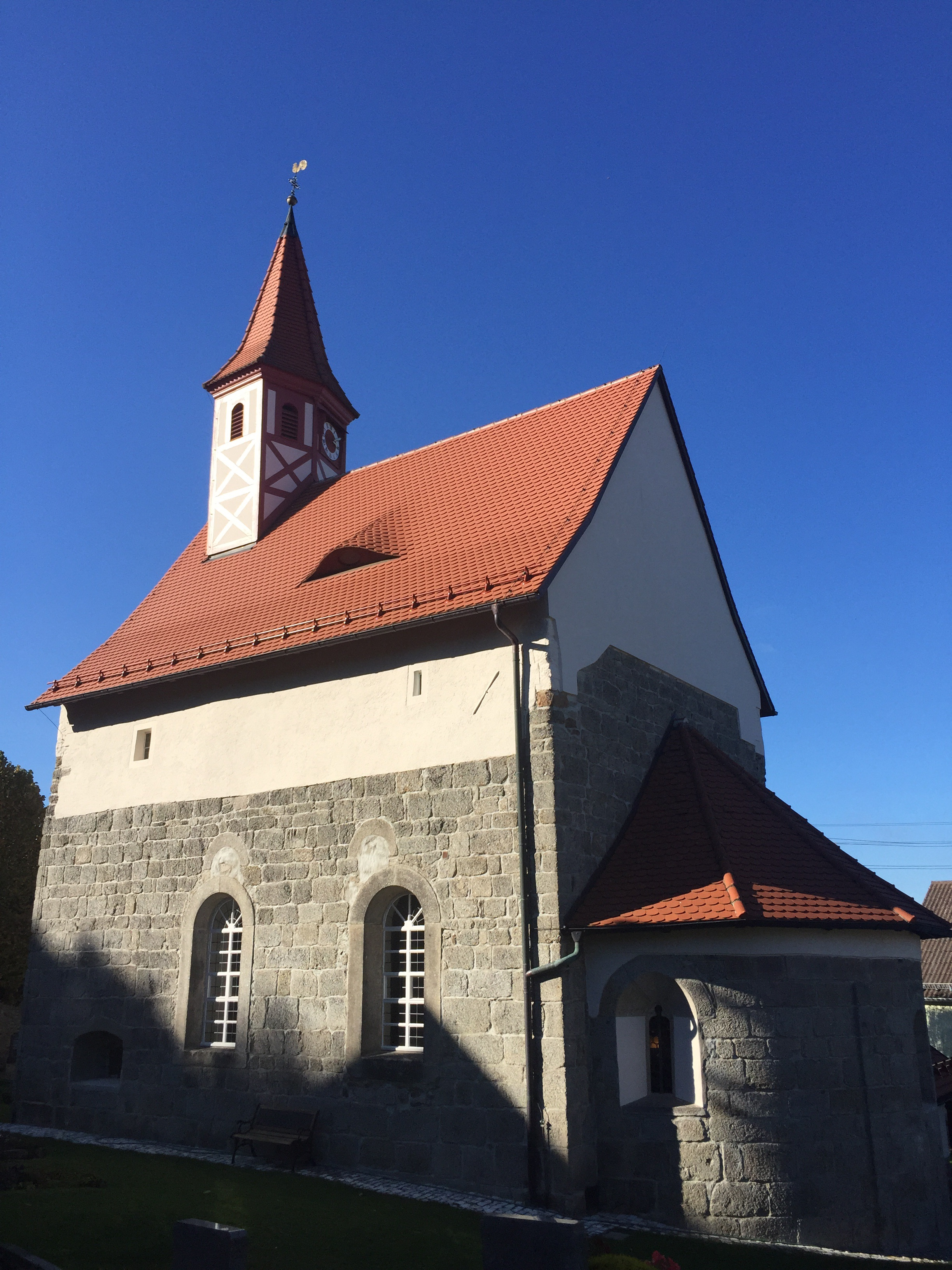
St. Ulrich von der Hinterseite aus gesehen

Die Kirche St. Ulrich in Wilchenreuth ist eine romanische Landkirche der Gemeinde Theisseil, nahe der Stadt Weiden in der Oberpfalz. Bis 1912 war St. Ulrich Simultankirche, derzeit ist sie in Besitz der Evangelischen Kirchengemeinde Neustadt an der Waldnaab. Die Kirche wurde zum Ende des 12. Jahrhunderts als einfacher romanischer Hallenbau mit eingezogener Rundapsis errichtet, vermutlich als Kapelle eines heute untergegangenen Edelsitzes. Eine Pfarrstelle ist erst für das Jahr 1363 sicher belegt. Die Anlage wird als Bodendenkmal unter der Aktennummer D-3-6239-0129 im Bayernatlas als „Archäologische Befunde des Mittelalters und der frühen Neuzeit im Bereich der Evang.-Luth. Kirche St. Ulrich in Wilchenreuth, darunter die Spuren von Vorgängerbauten bzw. älterer Bauphasen“ geführt. Ebenso ist sie unter der Aktennummer D-3-74-160-21 als denkmalgeschütztes Baudenkmal von Wilchenreuth verzeichnet.

## Bautypus
Die Kirche vertritt einen in der Oberpfalz vertretenen romanischen Typus: Saalkirche mit halbkreisförmiger Ostapsis, Westempore und profanem Obergeschoss. Ähnliche Anlagen des Typs Romanische Landkirche mit profanem Obergeschoss finden sich heute noch in Schönkirch, Hof bei Oberviechtach, Obertrübenbach bei Roding, Schönfeld bei Altenthann (vielleicht als bedeutendstes Beispiel), Zinzendorf bei Wörth an der Donau, im Kreuzhof und in Harting bei Regensburg.
Die Zweckbestimmung der jeweiligen Obergeschosse ist nicht eindeutig geklärt; denkbar ist die Funktion als Asyl- und Zufluchtsstätte oder Pilgerherberge. Dagegen ist es nicht statthaft, bei dieser Kirche von einer Wehrkirche oder gar von einer Kirchenburg zu sprechen: Zur ersteren fehlen Verteidigungseinrichtungen wie Pechnasen oder Schießscharten – romanische Schlitzfenster dürfen damit nicht verwechselt werden! –, zur letzteren die strategisch günstige Lage und der notwendige Mauerring.

## Bauphasen

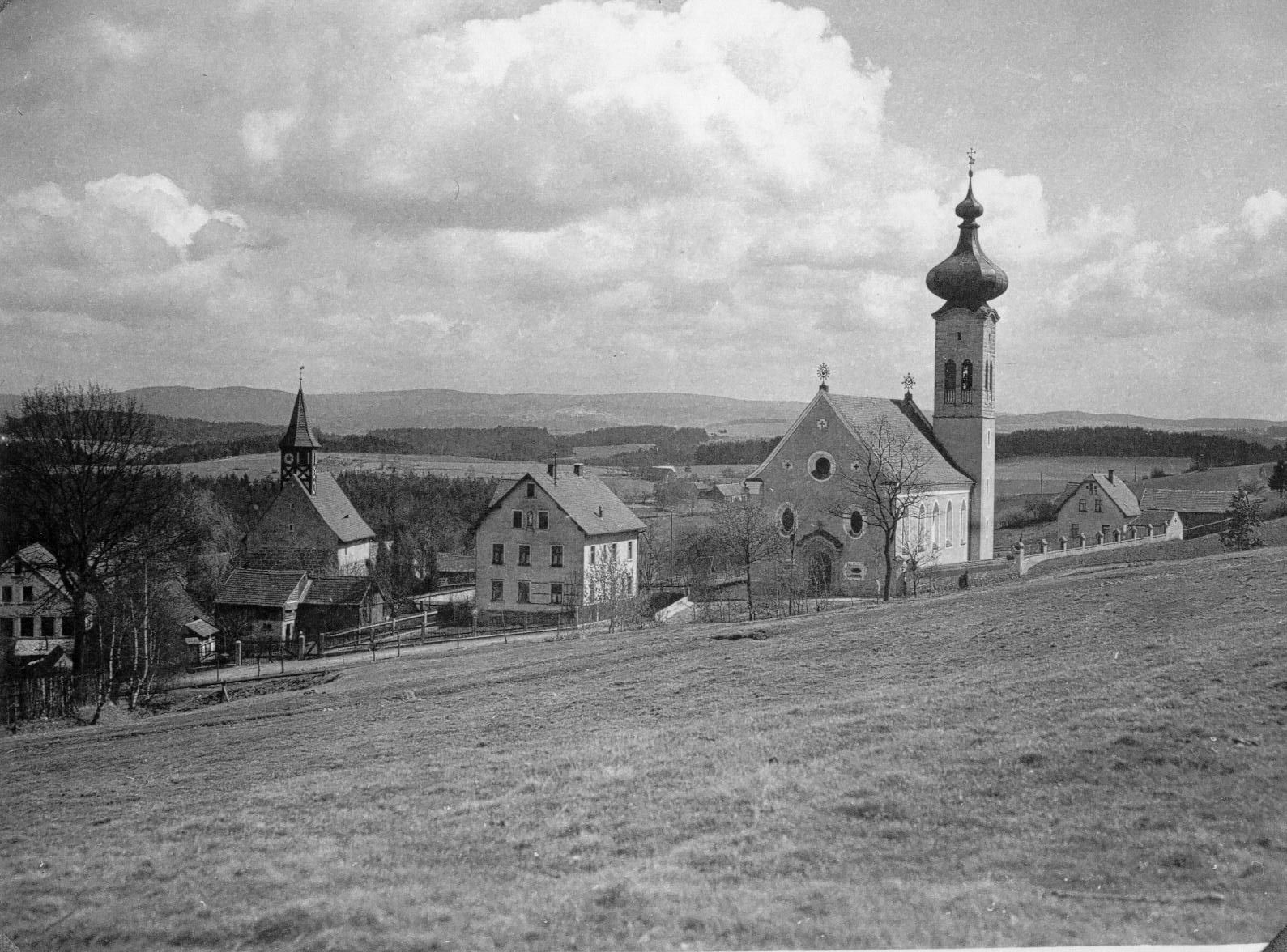
Wilchenreuth im Sommer 1929, links die evangelische Kirche Sankt Ulrich, rechts die katholische Kirche

Mindestens drei, eher vier Bauphasen sind belegt:
- 12. Jahrhundert: Errichtung des Untergeschosses in Quadermauerung mit sorgfältig behauener Granitaußenschale, rechteckiger Kirchenraum mit Westempore und wenig eingezogener Rundapsis im Osten, romanische Rundfenster im Norden und Osten, flache Strebepfeiler an der Apsis, ohne statische Funktion, unter dem Dachfirst endend, zur optischen Gliederung (ähnlich den französischen "Contreforts").
- 13. Jahrhundert: Aufstockung der Kapelle durch ein für profane Zwecke bestimmtes Obergeschoss, ausgeführt in Bruchsteinmauerwerk mit Eckquaderung, heute verputzt, kleine rechteckige Fensterchen, Der Zugang zur Kirche war innen durch das Rundbogenportal im Norden sichergestellt, außen durch einen erhöhten Außeneingang in Westen (siehe Bild).
- Nach dem 13. Jahrhundert: Bauliche Veränderungen am Außenbau (Giebelansätze in Quadertechnik, der Westeingang mit flachem Sturz) sind entweder zur selben Zeit oder später entstanden.
- 20. Jahrhundert: Die Eingangsüberdachungen im Westen und Norden, die Sakristei und der Fachwerkdachreiter kamen erst 1912 hinzu.

## Apsismalerei
Eine Rarität in der Oberpfalz stellen die erhaltenen romanischen Apsismalereien dar, die im Jahr 1904 in Fragmenten freigelegt, dann aber durch eine unsachgemäße Restaurierung in den Jahren 1908–1912 (Füllmalerei in den nicht erhaltenen Abschnitten) im Gesamteindruck wieder verändert wurden. Erkennbar ist im Zentrum der durch kräftige Kämpfer abgesetzten Apsishalbkuppel ein thronender Christus Pantokrator, neben ihm die Symbolfiguren der 4 Evangelisten, darunter ein Fries mit 6 nur teilweise erhaltenen Bildfeldern mit Themen aus dem Leben Jesu. Das Rankenwerk am Triumphbogen stammt aus der Zeit um 1230–1240. Darüber hinaus finden sich noch kleinere Malereireste.

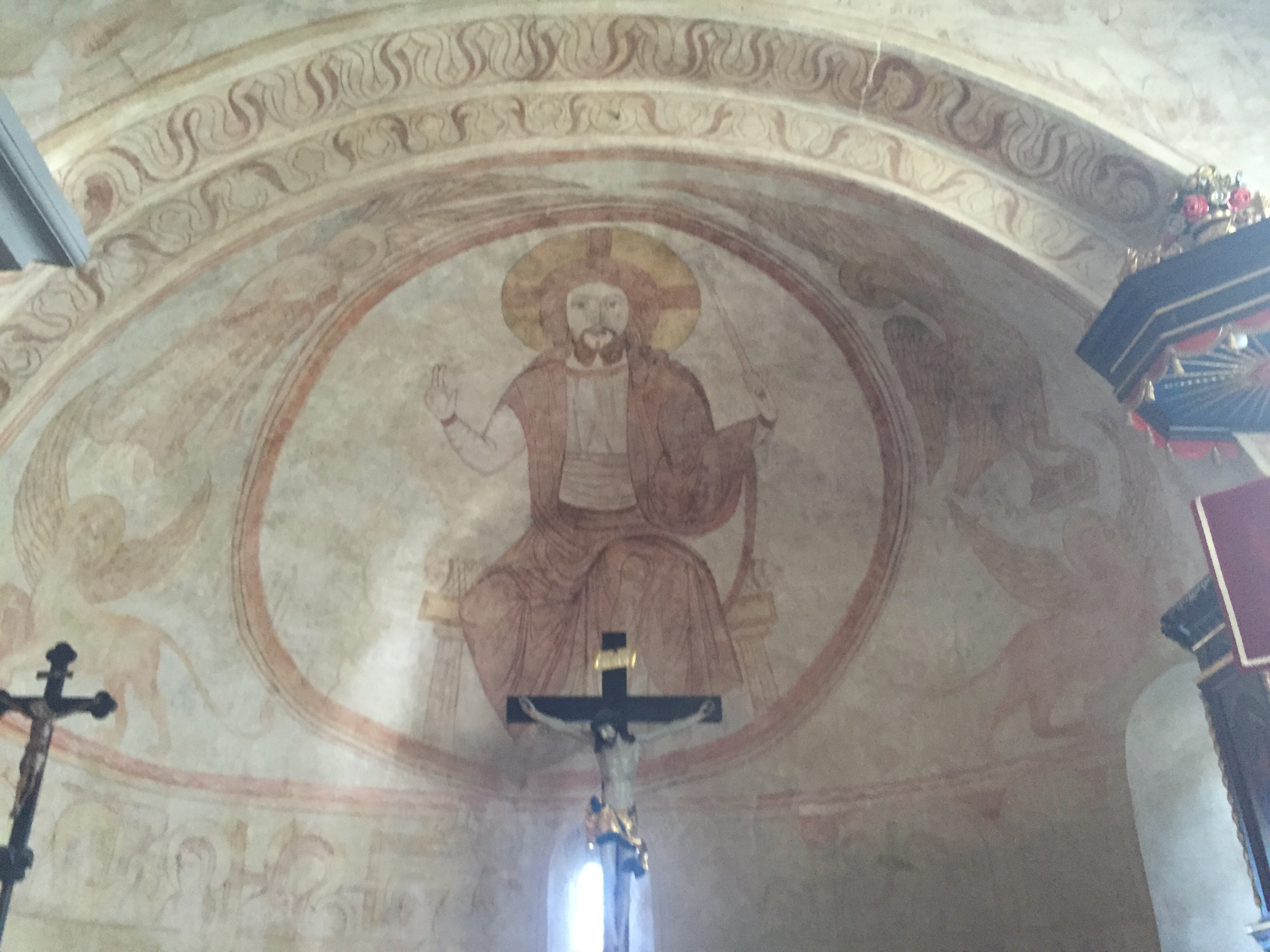
Die Apsismalerei

## Ausstattung
Die Kirchenausstattung stammt überwiegend aus der Zeit der neuzeitlichen Restaurierung im Jahr 1912: Kruzifixkopie nach Tilman Riemenschneider, freigelegte Kanzelbilder (Johannes Evangelista, Johannes der Täufer, der Heilige Bartholomäus), Erweiterung der Empore nach Norden, Orgelprospekt, Gestühlbemalung, Umbau der Sakristei, neuer Taufstein, alles im Sinn bäuerlicher Umgestaltung (laut Dehio Übergang des späten Historismus zum Heimatstil). Alter Opferstock im Mittelgang der Kirche, aus einem Baumstamm grob gehauen und mit starken Eisenbändern beschlagen. Ein im Jahr 1614 von Andreas Meißner aus Edeldorf gestifteter Messkelch, eine Goldschmiedearbeit, ist heute in Verwahrung der evangelischen Kirchengemeinde Neustadt.

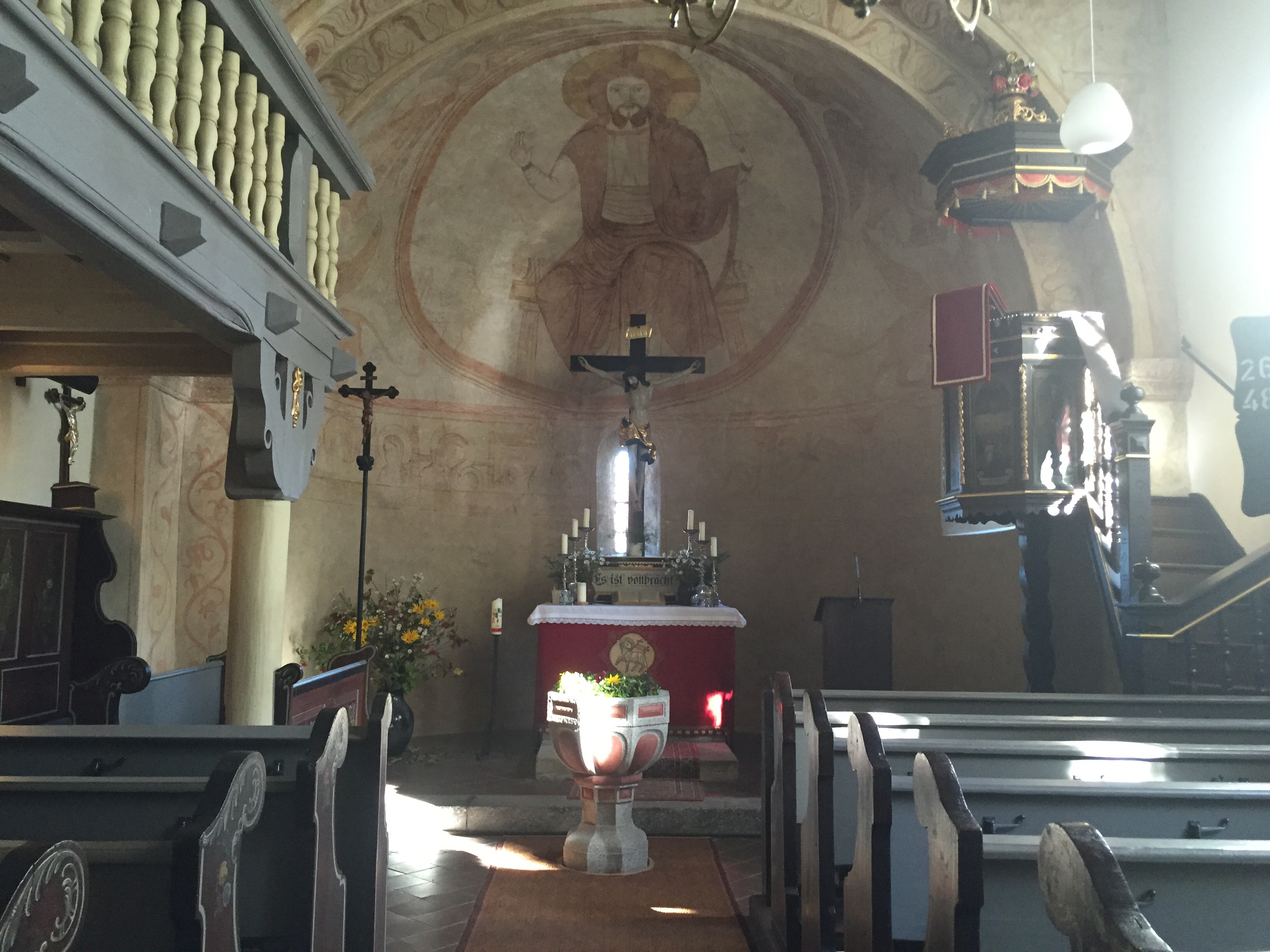
Innenansicht zum Altarraum

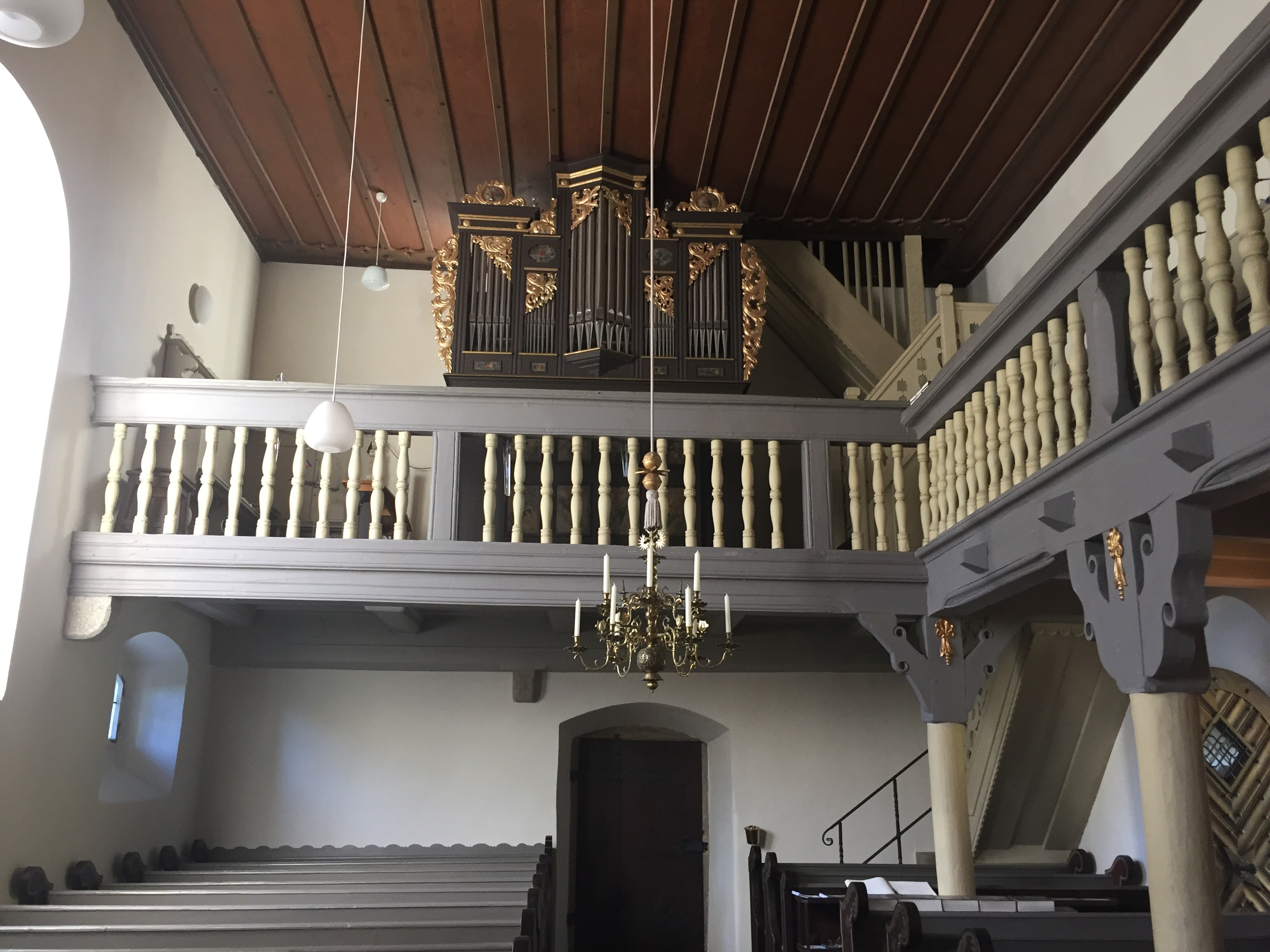
Empore mit Orgel

## Glocken
Im Dachreiter der Kirche befindet sich ein 3-stimmiges Geläut mit der Tonfolge h' cis" e". Die beiden größeren Glocken wurden 1955 von der Erdinger Glockengießerei in Erding gegossen.